# Asaf (músico)

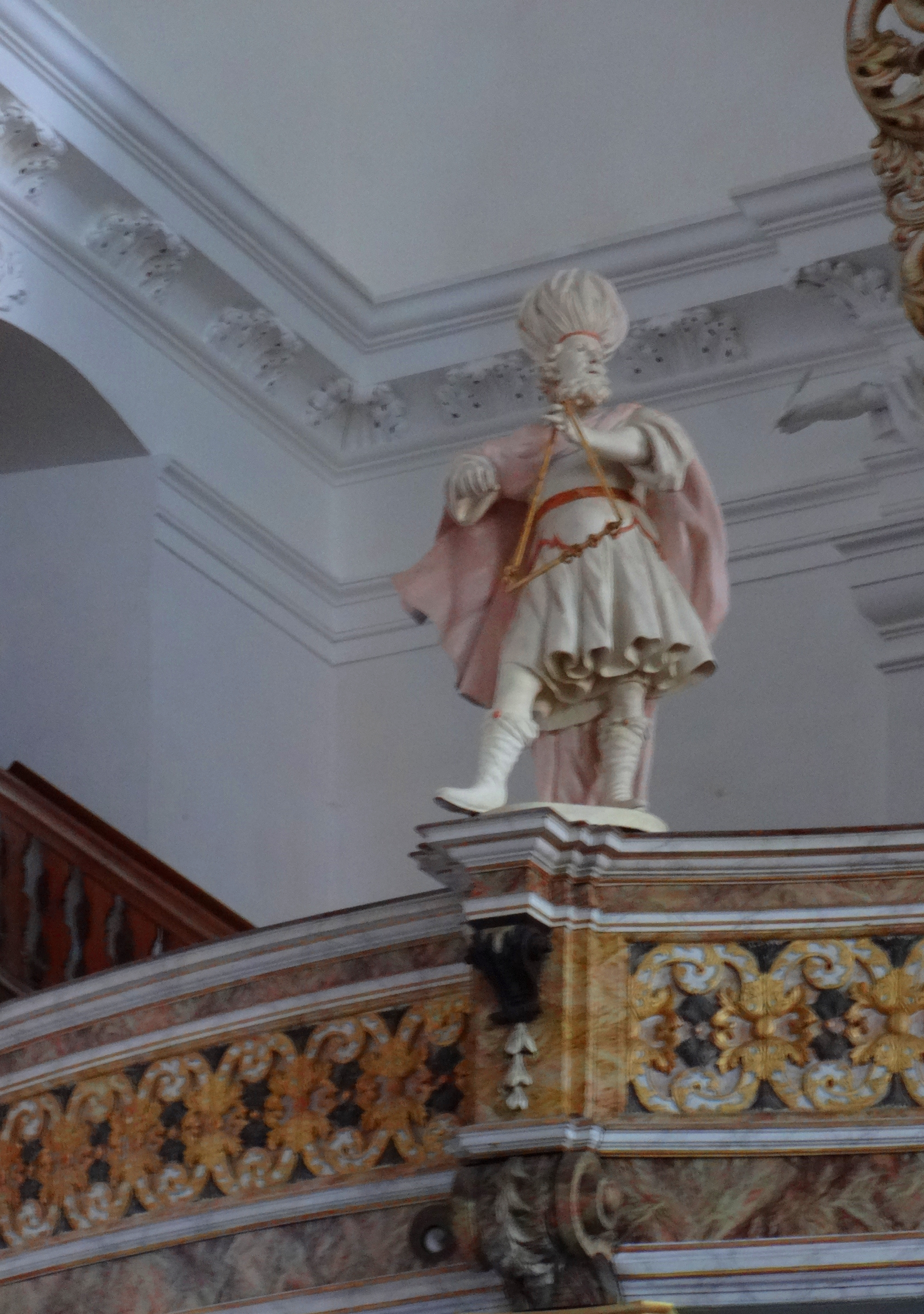
Esculturta de Asaf en la Colegiata de St. Georg en el distrito Goslar de Hahndorf.

Asaph (hebreo) significa el que se junta. Célebre músico del tiempo de David, levita y uno de los directores de la música del templo, (I Crónicas 6:39; 15:17;16:5;25:1,2). Este cargo parece que era hereditario en su familia, (Neh 7:44;11:22.) Se le llama también profeta en 2 Crónicas 29:30 y su nombre se halla prefijo en 12 Salmos (50,73-83), escritos tal vez para que él o su familia los cantara.

## Historia
Descendiente de Leví por medio de Gérson. (1 Cr 6:39, 43.) Durante el reinado de David (1077-1038 a. C.), los levitas nombraron a Asaph cantante principal y cimbalista; Asaph acompañó el Arca cuando esta se trasladó desde la casa de Obed-edom a la “Ciudad de David”. (1 Cr 15:17, 19, 25-29.) Desde entonces, Asaph sirvió junto con Hemán y Etán delante del tabernáculo dirigiendo la música y el canto. (1 Cr 6:31-44.) Se dice de Asaph que era un “vidente” que “profetizaba con el arpa”, al igual que de Hemán y Jedutún (quizás el mismo que Etán). (1 Cr 25:1-6; 2 Cr 29:30; 35:15.)
Los hijos de Asaph continuaron formando un grupo especial en el marco orquestal y coral, y tuvieron un papel destacado en la inauguración del templo y al llevar allí el Arca desde Sion. (2 Cr 5:12.) De igual manera, su presencia fue notoria al tiempo de las reformas del rey Ezequías (2 Cr 29:13-15), así como cuando se celebró la gran Pascua durante el reinado de Josías. (2 Cr 35:15, 16.) Algunos de sus descendientes estuvieron en el primer grupo que regresó a Jerusalén del exilio babilonio. (Esd 2:1, 41; Ne 7:44.)
Los encabezamientos de los Salmos 50 y 73 a 83 atribuyen esas canciones a Asaph. No obstante, parece probable que el nombre se use allí con referencia a la casa de la que era cabeza paterna, puesto que no hay duda de que algunos de los salmos (Salmos 79, 80) narran sucesos posteriores al día de Asaph.